# Sylvain Charles Valée
Sylvain-Charles Valée, né le 17 décembre 1773 à Brienne-le-Château (Aube) et mort le 15 août 1846 à Paris, est un général français du Premier Empire, anobli par Napoléon, gouverneur général d'Algérie de 1837 à 1840, élevé aux dignités de pair et de maréchal de France.

## Biographie
Orphelin dès ses premières années, il est nommé élève du roi à l’École militaire de Brienne à l’âge de 8 ans, grâce à l'entremise de la famille Loménie de Brienne. Il s'y trouve en même temps que Napoléon Bonaparte, de quatre ans son aîné, mais cela ne jouera aucun rôle particulier par la suite.

### La Révolution française
En 1792, il passe de l'école de Brienne (alors supprimée) à l’École d'artillerie de Châlons, comme élève sous-lieutenant ; il s'y trouve avec, notamment, Haxo, Marmont, Duroc, et Paul-Louis Courier.
En 1793, il est lieutenant d’artillerie, et participe aux opérations autour des places du Quesnoy, de Landrecies, de Charleroi, de Valenciennes, de Condé et de Maastricht. Au commencement de 1794, il reçoit le grade de capitaine et est envoyé à l’armée du Rhin, alors commandée par Moreau.
Il passe plusieurs années à l’armée du Rhin ; il y commande l’artillerie du général Decaen. En 1797, il est nommé commandant de la 2e compagnie du 3e régiment d'artillerie à cheval.

### Le Consulat et l'Empire
En 1800, il se marie à Françoise-Caroline Von Moëgling.
En 1802 il est promu au grade de chef d'escadron et est chargé de la formation des camps de l'artillerie de réserve. Nommé major en 1804, affecté au parc général d'artillerie, il fait plus tard la campagne d'Austerlitz, comme inspecteur général du train d’artillerie, puis le 29 novembre 1806 devient sous-chef d'état-major du général Songis, commandant en chef l'artillerie de l'armée. Colonel le 12 janvier 1807 il se distingue en Prusse lors des batailles d’Eylau et de Friedland.
Peu après, l’Empereur l’envoie en Espagne où il débute sous les ordres du maréchal Lannes au siège de Saragosse. Après la reddition de cette ville, il reçoit le commandement de l’artillerie du 3e corps, devenu armée d'Aragon. Général de brigade en 1809, il dirige celle du général Suchet aux sièges de Lérida, de Tortosa, de Mequinenza, de Sagonte et de Tarragone. Après la prise de Tarragone, qui a résisté à cinq assauts, l’Empereur le nomme général de division. Il suit le maréchal Suchet devant Valence, qu’il oblige par le feu de son artillerie à ouvrir ses portes, et met en état de défense toutes les places qui se trouvent dans le vaste commandement du duc d'Albufera.
En 1813, à la suite des échecs de Napoléon en Russie et en Allemagne, les Français doivent évacuer la péninsule ; malgré les efforts des armées anglo-espagnoles et des populations soulevées, il parvient à conserver et à ramener en France l’immense matériel des troupes françaises en Espagne. Pour lui en témoigner sa reconnaissance, Napoléon le fait comte de l'Empire par un décret daté de Soissons le 12 mars 1814, (il était déjà baron de l'Empire depuis le 13 février 1811).

### La Restauration

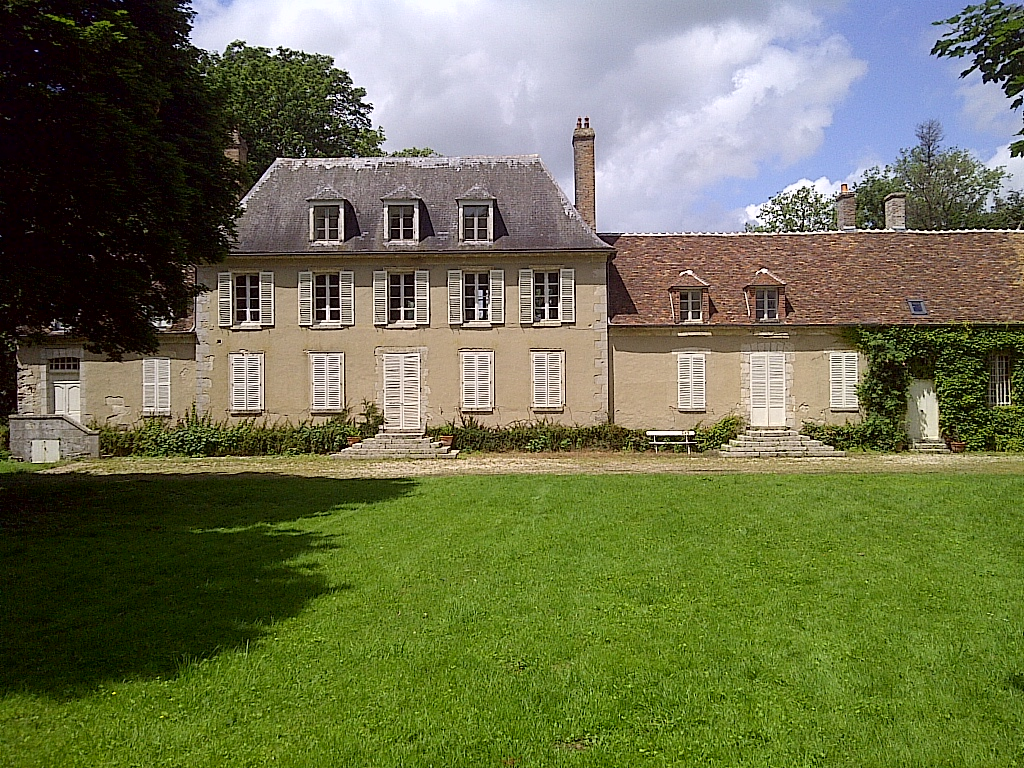
Le château du Pin, résidence secondaire de Valée acquise en 1821

#### Premières années (1814-1821)
Il est ensuite nommé commissaire extraordinaire pour traiter de la remise des places d'Espagne le 26 avril 1814.
Durant les Cent-Jours, l'Empereur le charge de l’armement de Paris que le général Haxo doit mettre en état de défense.
En 1818 la place de premier inspecteur général de l'Artillerie donné au général Sorbier en 1814 est supprimée ; ses attributions sont remises aux mains d’un Comité de direction de cette arme, dont l’importance est devenue considérable ; le général Valée est appelé par le général Gouvion-Saint-Cyr, ministre de la guerre, à siéger dans ce Comité, et, pendant cinq ans, ses collègues le choisissent comme rapporteur de leurs séances. Appelé en 1818 à faire partie d’une commission de défense du royaume, il y fait adopter un système général d’armement pour les places fortes et l’immense littoral de l’Ouest et du Sud.
En 1821 il acquiert le château du Pin situé à Mérinville dans le Loiret.

#### La réorganisation de l'artillerie par Valée
En 1822 le gouvernement crée pour lui le titre et les fonctions d’inspecteur du service central de l’artillerie.
De 1822 à 1830, Valée se consacre sans relâche à la conception puis à l'exécution d'un vaste plan d'amélioration de l'artillerie, rendu public en 1827. Il rend l’artillerie plus mobile et simplifie son système de construction : par exemple, dans le matériel de campagne, les pièces de 6, de 8, de 12, sont réduites aux calibres de 8 et de 12 ; toutes les pièces sont montées sur quatre roues de même modèle et de la même grandeur. Pour faciliter la marche et le transport des pièces, par une nouvelle forme donnée à l’affût, les deux trains deviennent indépendants l’un de l’autre ; les pièces purent passer dans les chemins les plus étroits, tourner court et presque sur elles-mêmes ; toutes reçurent un coffret qui, placé sur l’avant-train, en était inséparable et suffisait aux premières nécessités du combat. Le général Valée étendit bientôt les mêmes idées à l’artillerie de siège et au matériel destiné à la guerre de montagne.
Les manufactures d’armes françaises placées près de la frontière sont, sur sa proposition, transférées à l’intérieur, à Saint-Étienne, à Châtellerault. Pour la fabrication de la poudre, des meules remplacent l’ancien mode de trituration.
Le corps du train d’artillerie est supprimé. Sa tâche consistait à mener les pièces sur le terrain, où il demeurait immobile au milieu des balles et des boulets. Valée, frappé des inconvénients de la division de l’artillerie en trois corps, a l'idée de donner, au personnel comme au matériel, l’unité qui leur avait toujours manqué. La batterie devient un tout complet, où les conducteurs et les canonniers, placés dans les mêmes conditions, obéissent au même officier. Chaque régiment d’artillerie a le même nombre de batteries à pied et de batteries à cheval ; les batteries à pied reçoivent des chevaux d’attelage. Officiers et soldats sont tenus de compléter pendant la paix leur instruction de guerre.

#### L'année 1830
Le gouvernement, pour récompenser ses services, rétablit pour lui l’emploi et la dignité de premier inspecteur général, et le roi Charles X le nomme pair héréditaire du royaume, par une ordonnance du 27 janvier 1830.
Quand l’expédition d’Alger est décidée au début de 1830, une commission composée des officiers les plus expérimentés des armées de terre et de mer est chargée d’examiner les difficultés et de préparer le plan de campagne. Valée estime que l’entreprise est susceptible d’un plein succès ; il emploie ensuite son activité à organiser le service de l’artillerie. L'expédition d'Alger est effectivement une réussite.

### La Monarchie de Juillet
Après la Révolution de 1830, l’emploi de premier inspecteur général de l’artillerie est supprimé. Valée se retire dans le Loiret et s’y consacre à l’agriculture ; puis il est rappelé au service par le nouveau régime : conseiller d’État en 1834, membre de la Commission chargée des questions relatives à la fabrication de la poudre et au commerce du salpêtre, il revient finalement à la Chambre des Pairs.

#### Gouverneur général de l'Algérie (1837-1840)

##### L'expédition de Constantine et ses suites

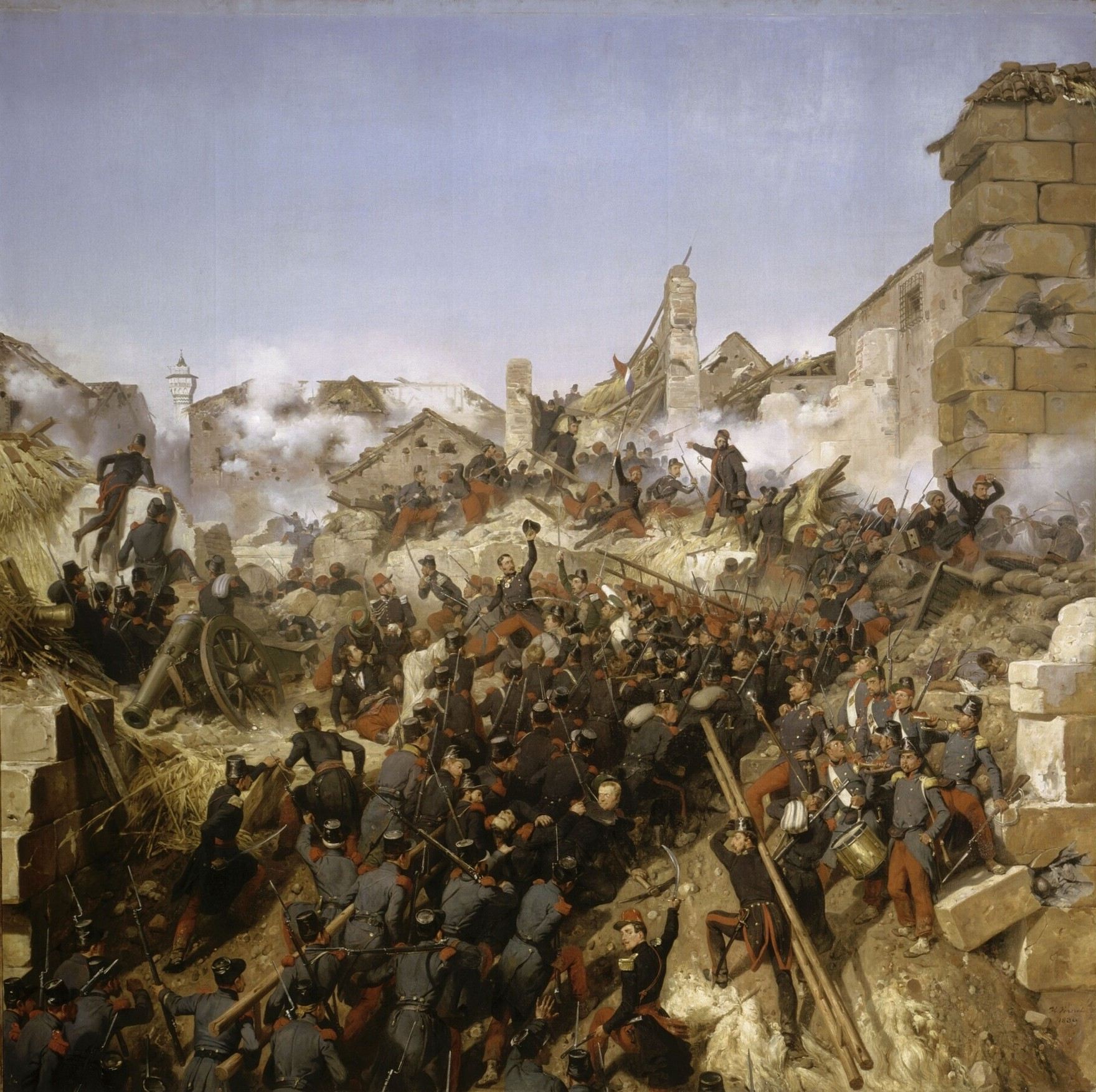
La prise de Constantine. 13 octobre 1837 par Horace Vernet, 1838.

En 1837 il est chargé de diriger l’artillerie et le génie pour la seconde expédition de Constantine en Algérie. Mais le commandant en chef Damrémont ayant été tué la veille de l’assaut à côté du duc de Nemours, Valée le remplace et mène à bien la prise de la ville ; à cette nouvelle, Louis-Philippe nomme Valée gouverneur général de l'Algérie et lui fait envoyer le bâton de maréchal de France.
La province de Constantine est ensuite soumise en moins de deux années, organisée, administrée de telle manière qu’un impôt régulier s’y percevait sans la moindre résistance, et qu’un voyageur pouvait la parcourir sans escorte.

##### Tensions avec Abd el-Kader
Jugeant inévitable la reprise des hostilités avec Abd el-Kader, et sentant la nécessité de fortifier les places françaises dans les provinces d’Oran et d’Alger, Valée propose au gouvernement d’occuper les villes de Koléa et de Blida.
Bien que l’émir invoque le traité de Tafna signé en 1837, le maréchal occupe ces deux villes en mai 1838, portant sur la Chiffa la frontière française de l’Ouest ; à l’Est, il établit des camps au Fondouk et sur les bords de l’Ouad-Kaddura. Il emploie l’automne et l’hiver à organiser la province de Bône.
Au début de 1839, le cabinet du 12 mai s’étant retiré, le maréchal Valée envoie sa démission ; mais le roi et le maréchal Soult le convainquent de la reprendre.
Au début de l’automne 1839, Valée met à exécution son projet d’occuper définitivement le plateau de Sétif et d’obtenir la soumission des tribus que les agents d’Abd-el-Kader travaillent à soulever. Le 27 octobre, l'armée française franchit le passage des Portes de Fer en Kabylie. C'est cette incursion sur un territoire placé sous l'administration d'Abd el-Kader qui est à l'origine de la reprise de la guerre, l'émir l'ayant considéré comme une violation grave du traité de la Tafna. Pressé par les tribus de réagir, Abd-el-Kader avertit les autorités militaires françaises de la reprise des hostilités.

##### La campagne de 1839-1840
Le prince royal faisait partie de l’expédition et accompagnait le maréchal en novembre. Il franchit, le 24, la Chiffa sans déclaration préalable. L’effectif de l'armée française en Algérie était alors de 43 000 hommes, dont seulement 35 000 sous les drapeaux. L’Émir avait réuni toute son infanterie et sa cavalerie régulière, de nombreux contingents de Kabyles, les goums de la province de Titteri et d’une partie de celle d’Alger. Le maréchal se disposa à l’attaquer avec un corps de 3 000 hommes. L’infanterie arabe était défendue par des escarpements d’un difficile accès. Le 31 décembre, le maréchal attire les Arabes dans la plaine en avant de Bouffarik, non loin du cours de la Chiffa, s’élance sur eux à la baïonnette sans laisser tirer un seul coup de fusil, et obtient bientôt la victoire la plus complète. Les bataillons réguliers de l’Émir sont détruits ; ses drapeaux, son artillerie tout entière tombent aux mains des Français. L’Émir, lui-même en fuite, repasse l’Atlas, et Valée, obéissant à l’hiver, suspend les opérations et rentre à Alger.
Le vieux maréchal veut faire à l’Émir une guerre patiente et opiniâtre, anéantir ses principaux établissements, placer les troupes et les autorités françaises dans des centres militaires et commerciaux, sur une ligne parallèle de Constantine à Tlemcen, rassembler dans chacun de ces centres une garnison assez forte pour en tirer une colonne de 3 à 4 000 hommes, destinée à combattre ou à châtier les tribus selon le besoin. Tel est le plan du gouverneur général auquel le gouvernement donna, en mai 1840, une entière approbation ; l’effectif de l’armée venait d’être porté à 57 000 hommes.
La première division devait être commandée par le duc d'Orléans ; à la fin de février, le maréchal fit occuper Cherchell. Abd-el-Kader avait choisi la position inexpugnable du col de Mouzaïa qu’il faisait encore fortifier. Mais le ministère du 1er mars remplaça celui du 12 mai ; le nouveau cabinet prescrivit au gouverneur général d’envoyer, dans la province d'Oran, une partie des troupes qu’il tenait réunies dans celle d’Alger. Le plan de campagne allait être totalement changé. Les avis se partagèrent dans le Conseil, et les projets de Valée, un instant repoussés, furent de nouveau adoptés. Le duc d’Orléans partit pour se rendre à son poste, son frère d’Aumale l’accompagnait. Cette campagne fut glorieuse ; le prince royal et le duc d’Aumale y rivalisèrent d’intelligence et de bravoure. Après le départ de ces jeunes princes, le 27 mai, le maréchal continua l’offensive, et quand il rentra à Alger le 5 juillet, il avait repoussé l’Émir au-delà de l’Atlas, anéanti ses meilleures troupes, occupé définitivement Cherchell, Médéa, Miliana, et châtié, dans leurs propres foyers, les tribus turbulentes qui entourent la Mitidja. Il fit alors trois essais nouveaux de colonisation qui réussirent, à Blida, Cherchell et Coléa.

##### Projets du gouverneur
Mais le traité de Londres du 15 juillet avait changé en Europe la position de la France. En présence des éventualités que présentait l’avenir, le maréchal doit renoncer à tous projets d’agrandissement en Afrique pour s’occuper de conserver les possessions acquises. Il fait rédiger le projet d’une nouvelle enceinte pour Alger et d’une série de forts détachés destinés à en défendre les approches. Il charge une commission d’examiner le système de digues présenté par les ingénieurs maritimes, et indique lui-même les travaux à exécuter pour la défense de la rade d'Alger et la formation d’une batterie formidable qui empêcherait les flottes ennemies d’approcher des bâtiments mouillés dans le port. Dans l’hypothèse d’un débarquement à Sidi-Ferruch et du blocus de la capitale, le maréchal veut faire de Médéa la capitale militaire de l’Algérie. C’est sur ce point qu’il a réuni ses forces pour prendre à revers l’armée envahissante et faire lever le siège d’Alger. Il a fait étudier le système à adopter pour les fortifications de Médéa et la défense de l’Atlas, au-delà duquel il veut porter la capitale, en cas de guerre européenne, lorsqu’une dépêche ministérielle lui apprend qu’il n’est plus gouverneur des possessions françaises en Afrique. Pour la troisième fois en deux ans, le ministère est changé en France.

#### Dernières années
Le 18 janvier 1841, Valée quitte l'Algérie. Il devient président de la commission pour l’armement de Paris.
Il meurt à Paris le 15 août 1846, âgé de 72 ans. Ses restes sont déposés à l'Hôtel des Invalides, et le roi ordonne que sa statue soit placée à Versailles.

## Armoiries
| Figure | Blasonnement |
|        | baron Valée et de l'Empire (13 février 1811) D'azur, à une tour d'or à dextre, sommée de trois tourelles du même, ouverte et ajourée de gueules, maçonnée de sable, senestrée d'un lion d'or, tenant un foudre du même, et surmontée d'une branche de grenadier d'or, fruitée du même, et posée en fasce ; franc-quartier des barons militaires brochant. |
|        | Armes du comte Valée, pair de France (Monarchie de Juillet) D’azur au pal d’argent accosté de 2 aigles affrontées d’or. |

## Distinctions

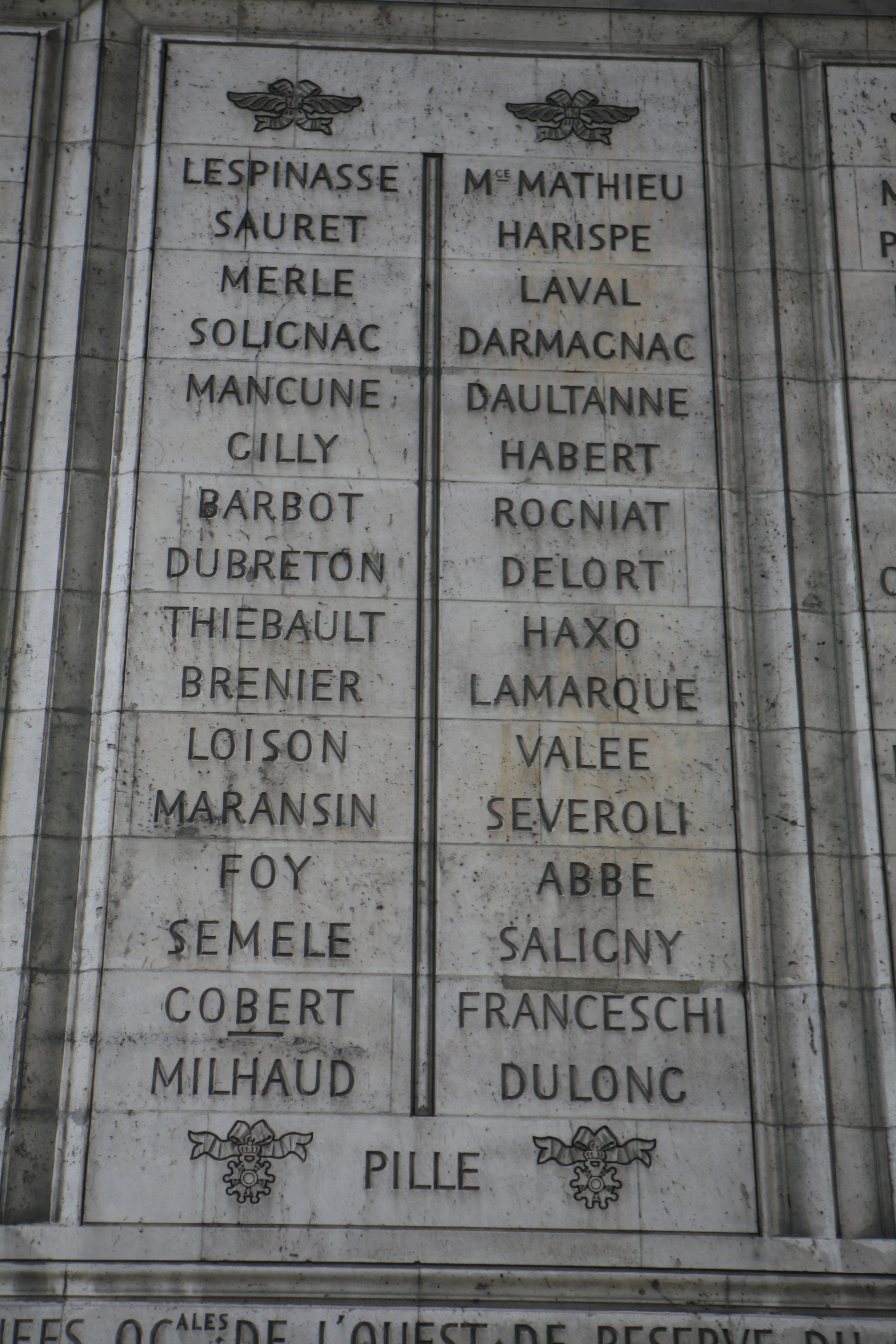
Noms gravés sous l'arc de triomphe de l'Étoile : pilier Ouest, 35e et.

- Il fait partie des 660 personnalités qui ont leur nom gravé sous l'arc de triomphe de l'Étoile. Il apparaît sur la 36e colonne (VALEE).
- Grand-croix de la Légion d'honneur (1822)